# Quan hệ Luxembourg–Việt Nam
Quan hệ Luxembourg–Việt Nam là mối quan hệ song phương giữa Luxembourg và Việt Nam. Cả hai nước thiết lập quan hệ ngoại giao vào ngày 15/11/1973. Đại sứ quán Luxembourg tại Bangkok, Thái Lan kiêm nhiệm Việt Nam. Đại sứ quán Việt Nam tại Brussels, Bỉ kiêm nhiệm Luxembourg. Luxembourg mở Văn phòng Hợp tác Phát triển tại Hà Nội.

## Hỗ trợ lẫn nhau trên trường quốc tế
Trong thời kỳ kháng chiến chống Mỹ, ở Luxembourg có "Uỷ ban ủng hộ Việt Nam" do Đảng Cộng sản làm nòng cốt. Vào tháng 12 năm 2008, Việt Nam kêu gọi Luxembourg ủng hộ mình để thiết lập mối quan hệ hợp tác bền chặt với Liên minh châu Âu. Luxembourg ủng hộ Việt Nam ứng cử làm Ủy viên không thường trực Hội đồng Bảo an LHQ nhiệm kỳ 2008 – 2009 và đã đề nghị Việt Nam ủng hộ Luxembourg ứng cử vào vị trí này nhiệm kỳ 2013 – 2014.

## Liên kết thương mại
Việt Nam là một trong mười quốc gia quan trọng trong chương trình hợp tác phát triển của Luxembourg. Cả hai nước đã đồng ý xây dựng một khung pháp lý chung để tạo thuận lợi cho quan hệ hợp tác trong lĩnh vực kinh doanh. Tại một cuộc họp giữa Thủ tướng Nguyễn Tấn Dũng và người đồng cấp, ông Jean-Claude Juncker, vào tháng 9 năm 2006, hai Thủ tướng đã nhất trí cần phải tăng cường mối quan hệ thương mại song phương dựa trên sự kết hợp giữa công nghệ tiên tiến của Luxembourg và lực lượng lao động chuyên sâu của Việt Nam. Ông Nguyễn Tấn Dũng, vào tháng 10 năm 2007, đã ca ngợi sự hợp tác của các công ty tài chính và giáo dục của Luxembourg cũng như bày tỏ mong muốn tăng cường quan hệ song phương với Luxembourg trong các lĩnh vực này. Tháng 12 năm 2008, theo lời Chủ tịch Quốc hội Việt Nam Nguyễn Phú Trọng, cả hai nước vẫn còn nhiều tiềm năng để hợp tác kinh tế và thương mại hơn nữa.

## Hợp tác và phát triển
Luxembourg đã cam kết viện trợ 35 triệu EUR cho giai đoạn 2002-2005. Trong giai đoạn 2006 đến 2010, Chương trình hợp tác định hướng thứ hai (ICP) đã phù hợp với các quy tắc của Luxembourg cũng như Kế hoạch phát triển kinh tế xã hội 5 năm của Việt Nam và được cả hai phía ủng hộ, với ngân sách là 50 triệu EUR,bao gồm các chính sách và chiến lược phát triển để đạt được MDGs của Chính phủ Việt Nam. Hướng tới mục tiêu chung là giảm nghèo, ICP thứ hai đặc biệt chú ý đến việc hỗ trợ các tỉnh nghèo khó và các huyện xa xôi hẻo lánh. Với ngân sách 42 triệu EUR, ICP thứ ba (2011-2015) có cách tiếp cận hai chiều. Giảm nghèo vẫn là mục tiêu chính, nhưng chương trình lại tập trung hỗ trợ các lĩnh vực trong xã hội, cụ thể là y tế và phát triển địa phương. Ngoài ra, rất nhiều nhu cầu và những thách thức mới mà một nước có thu nhập trung bình phải đối mặt được giải quyết bằng cách tập trung nâng cao năng lực và phát triển nguồn nhân lực trong lĩnh vực tài chính, ngân hàng, cũng như trong lĩnh vực đào tạo nghề, bao gồm du lịch và khách sạn. Y tế, phát triển địa phương và đào tạo nghề là các ngành được ưu tiên, tập trung ở bốn tỉnh: Thừa Thiên Huế, Cao Bằng, Bắc Kạn và Nghệ An, ICP thứ ba xác định các ưu tiên tương tự như chương trình trước đó. Những chương trình hợp tác định hướng hiện tại đều nối tiếp các chương trình trước, và nó cũng vô hình trung tạo thành sự nhất quán về chương trình hỗ trợ của Luxembourg cũng như làm đa dạng hóa mối quan hệ giữa hai nước. Với thành tựu và vị thế của một quốc gia có thu nhập trung bình, luôn tăng cường hội nhập với các quốc gia trong khu vực và trên thế giới, cùng với công cuộc công nghiệp hóa, hiện đại hóa liên tục, nhu cầu của Việt Nam về lĩnh vực hỗ trợ quốc tế đã thay đổi. Luxembourg cũng đã điều chỉnh các chính sách hợp tác phát triển sao cho phù hợp, thêm vào đó còn đề xuất hỗ trợ trong lĩnh vực tăng trưởng xanh, nhằm nâng cao năng lực của Việt Nam trong lĩnh vực tài chính ngân hàng cũng như trong lĩnh vực nghiên cứu y học. Việc thực hiện các hoạt động này có thể được tiến hành tại các cơ sở nghiên cứu có trụ sở tại Luxembourg, tạo tiền đề thích hợp để thúc đẩy mối quan hệ song phương theo hướng đa dạng và mạnh mẽ hơn, thay vì mối quan hệ hợp tác và phát triển sẵn có giữa hai nước. ICP thứ ba cũng đã được cân nhắc và thay đổi nhằm tăng tính hiệu quả của các chương trình viện trợ. Cụ thể là nước bạn đã chú trọng đẩy mạnh hợp tác trong lĩnh vực tư nhân, được thể hiện thông qua các thay đổi trong phương thức tài trợ thuộc về lĩnh vực tài chính ngân hàng và các dự án phát triển địa phương nhằm hợp tác chặt chẽ với các tổ chức xã hội khác nhau. ICP cũng bao gồm nhiều phương thức viện trợ khác nhau trong đó có các phương pháp tiếp cận thuộc lĩnh vực y tế theo hướng bài bản, có quy trình, với căn bản là các chương trình hỗ trợ thuộc ngành y tế do Ủy ban châu Âu thực hiện và hợp tác với các cơ quan của Liên Hợp Quốc. 20% hỗ trợ kinh tế của ICP lần thứ ba là dành riêng cho các dự án đa phương, tập trung vào các dự án song phương, nhằm tăng cường sức mạnh tổng hợp và tăng khả năng tác động của chúng. Luxembourg cũng đã đóng góp cho Quỹ One UN (2012-2016), trực tiếp hỗ trợ cho việc hiện thực hóa quỹ One UN tại Việt Nam. Nước bạn cũng làm việc trực tiếp với năm cơ quan của Liên Hợp Quốc tại Việt Nam: UNCTAD, UN Women, UNICEF, ILO và UNESCO. Một báo cáo giữa kỳ về ICP hiện tại, được thực hiện vào tháng 6 năm 2014, đã nhấn mạnh vào những kết quả và tác động quan trọng có thể đạt được trong sự hợp tác phát triển đôi bên giữa Luxembourg và các đối tác ở Việt Nam trên cấp tỉnh trong việc tăng cường, chăm sóc sức khỏe, cụ thể là ở các tỉnh như Cao Bằng và Bắc Kạn, nâng cao thu nhập của các nhóm dân cư dễ bị tổn thương ở vùng sâu vùng xa của tỉnh Nghệ An, đào tạo, nâng cao tay nghề cho sinh viên ngành du lịch và khách sạn tại trường cao đẳng du lịch Huế và các trường liên kết, cũng như hỗ trợ Ủy ban chứng khoán Việt Nam tạo môi trường tốt hơn cho các nhà đầu tư nước ngoài. Báo cáo cũng rút ra kết luận về sự cần thiết trong việc đa dạng hóa hơn nữa quan hệ giữa hai nước.